# LUCKY DAYS
「LUCKY DAYS」（ラッキー・デイズ）は、韓国の男性アイドルグループSS501が日本で2008年6月18日にリリースした3枚目のシングルである。

## 概要
- 前作から約9ヶ月ぶりとなるシングル。
- 通常盤、初回限定盤A、初回限定盤Bの3形態でリリースされた。それぞれの仕様は後述の収録曲を参照のこと。
- 2008年6月30日付のオリコンチャートで初登場4位を記録。しかし、翌週の7月7日付では151位まで下落し、当時のオリコントップ10入りシングルの作品の中で翌週に10位以内から最大下落した曲となった。のちにTHE ポッシボーの「私の魅力/LOVE2パラダイス」（2010年10月18日付同チャートで9位に入り、翌週197位へ下落）が記録を更新するまで、本作品が最大下落記録を持ち続けていた。

## 収録曲

### 通常盤
CDのみ
CD
1. LUCKY DAYS
  - 作詞：鳥海雄介／作曲・編曲：ファン・ソンジェ
2. Summer Blue
  - 作詞：森由里子／作曲・編曲：イ・ジュヒョン
3. ホシゾラ
  - 作詞：市川喜康／作曲・編曲：中村太知

通常盤のみに収録されている楽曲。
4. LUCKY DAYS (Instrumental)
5. Summer Blue (Instrumental)
6. ホシゾラ (Instrumental)

### 初回限定盤 A
CD+DVD
CD
1. LUCKY DAYS
2. Summer Blue
3. LUCKY DAYS (Instrumental)
4. Summer Blue (Instrumental)

DVD収録内容
- ジャケット撮影メイキング映像

### 初回限定盤 B
CDのみ
CD
1. LUCKY DAYS
2. Summer Blue
3. 君を歌う歌
  - 作詞：ハン・サンウォン, イミョン／訳詞：鳥海雄介／作曲・編曲：ハン・サンウォン

初回限定盤Bのみに収録されている楽曲。
4. LUCKY DAYS (Instrumental)
5. Summer Blue (Instrumental)
6. 君を歌う歌 (Instrumental)

特典：トレーディングカード（6種類の内1枚封入）  